# فواصد
الفَواصِد (باللاتينية: Phlebotominae) هي تحت عائلة من الحشرات من فصيلة فراشيات المظهر في رتبة ذوات الجناحين، تشمل عدداً من الأجناس، منها الفاصدة في العالم القديم واللوتزومية في العالم الجديد، تنتشر في المناطق المدارية وشبه المدارية، ولها دور هام بصفتها نواقل لعدد من الأمراض المعدية مثل داء الليشمانيات وداء البرتونيلات وحمى الفواصد.

## معلومات تاريخية
الفواصد حشرات قديمة نسبياً ويعود ظهورها المحتمل إلى العصر الطباشيري الأدنى. يعود أول وصف لها (ذكر من نوع غير محدد) إلى فيليبو بوناني الذي نشره في روما في 1691، ثم وصف سكوبولي النوع النمطي، وهو الفاصدة الباباتاسية Phlebotomus papatasi، في 1786. ولكن السجلات التاريخية تشير إلى أن أهميتها الطبية كانت معروفة قبل ذلك، ففي سنة 1764 نشر الطبيب الإسباني كوسما بوينو كتاباً حول المعلومات الفولكلورية عن انتقال داء الليشمانيات وداء البرتونيلات في جبال الأنديز في بيرو ولاحظ أن السكان المحليين يعتقدون أن المرضين ينجمان عن لدغة حشرات صغيرة تسمى «أوتا» uta، وهي الفواصد. وتعود تسمية «باباتاسي» إلى العبارة الإيطالية «پاپا تاتشي» بمعنى «القارصة الصامتة»، لأن الفواصد لا يُسمع طنينها عندما تطير، بخلاف البعوض مثلاً.

## المورفولوجيا
الفواصد حشرات صغيرة، جناحاها منتصبان أثناء الراحة، يغطي جسمها وجناحيها وبر، وأرجلها طويلة نسبياً.